# Lutterhausen
Lutterhausen ist ein Ortsteil der Kleinstadt Hardegsen im Landkreis Northeim im südlichen Niedersachsen.

## Geographie
Lutterhausen liegt am Südrand der Weper auf einer Höhe von 200 bis 230 m ü. NN sowie an der B241, unweit der Sollingbahn-Gleise. Der nächstgelegene Nachbarort ist Thüdinghausen.

## Geschichte
Schon zwischen 780 und 802 war der Ort in den Traditiones et antiquitates Fuldenses schriftlich bezeugt, als Nithart und seine Gattin Eggihilt dem Kloster Fulda ihre Güter in mehreren Orten, darunter auch Luthereshusen, vermachten.
Unweit von Lutterhausen befand sich das heute wüst liegende Dorf Heddiehausen. Der genaue Zeitpunkt seiner Auflassung ist unbekannt, jedoch dürfte es vor 1479 seinen Untergang gefunden haben, da in diesem Jahr über die niedergebrannten Nachbarorte Behrensen, Thüdinghausen, Lütgenrode und Hevensen berichtet wird – Heddiehausen jedoch keine Erwähnung findet. Möglicherweise ging der Ort 1466, als Hardegsen belagert wurde und das Heer nach Moringen zog, in Flammen auf.
1279 übertrugen die Grafen von der Burg Lutterberg ihre Zehntrechte an das Stift Fredelsloh.
Das Dorf wurde am 1. Juni 1970 in die Stadt Hardegsen eingegliedert.

## Politik
Lutterhausen hat einen fünfköpfigen Ortsrat, der seit der Kommunalwahl 2021 ausschließlich von Mitgliedern der „Bürgergemeinschaft Lutterhausen“ besetzt ist. Die Wahlbeteiligung lag bei 65,15 Prozent.

## Wirtschaft
Die Ortschaft hat drei Hofläden für Wurst, Fleisch, Kartoffeln, Eier, Honig und selbst produzierte Produkte, einen Malermeister sowie ein landwirtschaftliches Lohnunternehmen.

## Kultur und Sehenswürdigkeiten
Siehe auch Liste der Baudenkmale in Hardegsen

### Evangelisch-lutherische Kirche

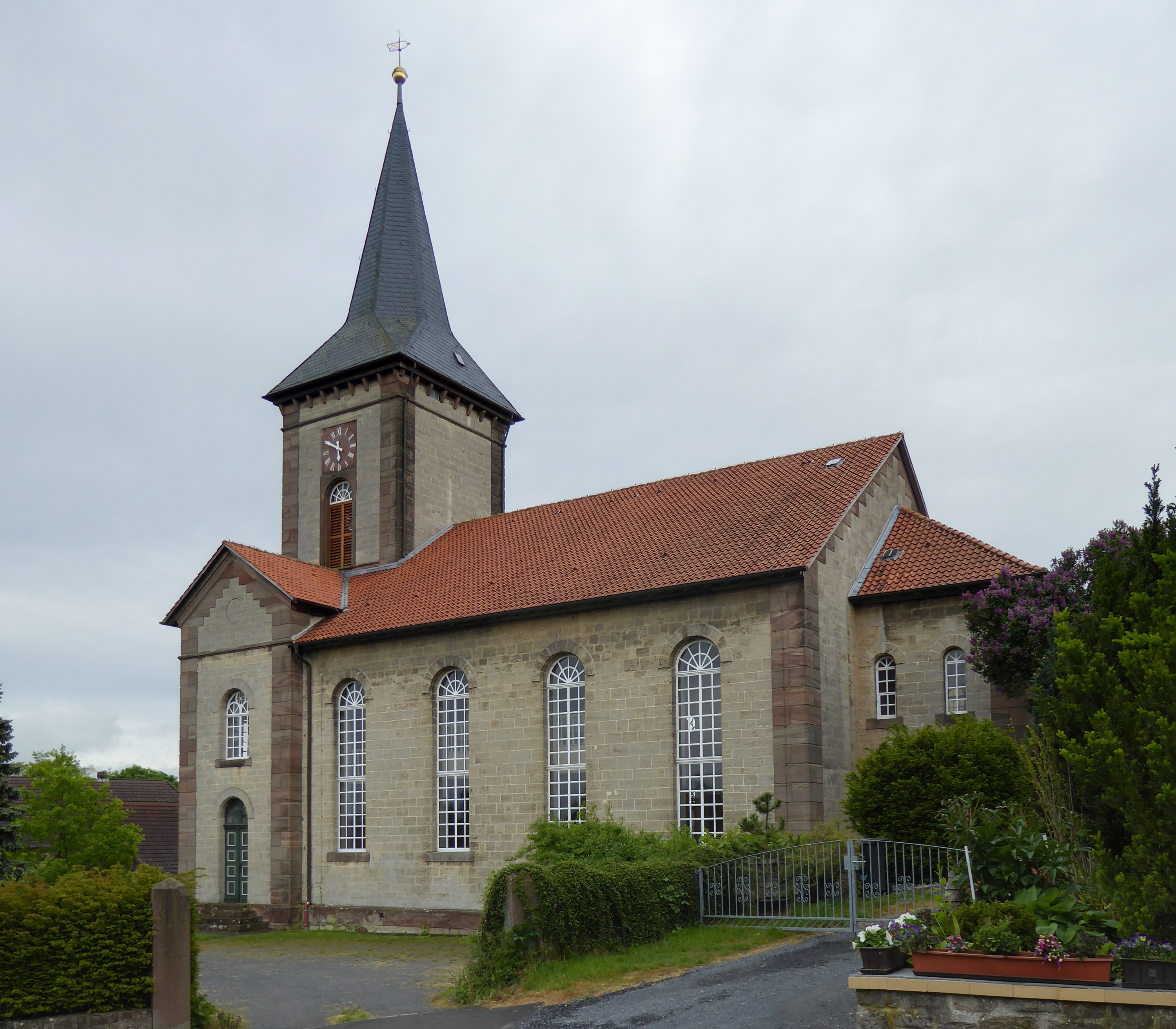
Kirche Lutterhausen

Die evangelisch-lutherische Kirche wurde 1852–55 nach Entwürfen des Architekten und Konsistorialbaumeisters Ludwig Hellner (1791–1862) in dezent klassizistischen Formen erbaut, die Einweihung erfolgte allerdings erst nach der fertigen Ausgestaltung des Innenraums 1859. Der steinsichtige Bau besitzt durch seine Lage am Hang oberhalb der Bundesstraße eine markante Wirkung, die durch die zweigeschossige Ostfassade mit mittig leicht vorspringendem Turm unterstrichen wird. Durch die breite dreiseitige Empore und die Deckengliederung mit Flachdecke über den seitlichen Emporen und flacher Tonne über der Mitte entsteht der Eindruck eines dreischiffigen Kirchensaals. Das Mittelschiff ist nach Westen verlängert, dort befindet sich die vom Landesbauconducteur Bode aus Northeim entworfene Kanzelaltarwand.
Die Kirche besitzt noch ihre originale Orgel aus dem Jahr 1859 von Carl Giesecke aus Göttingen, die 2020 von Sauer & Heinemann aus Höxter restauriert und 2021 wiedereingeweiht wurde. Die Disposition des Schleifladeninstruments mit mechanischer Spiel- und Registertraktur sowie 15 Registern auf zwei Manualen und Pedal lautet:
| I Hauptwerk C–f3 |                                       |     |
| 1.               | Bordun                                | 16′ |
| 2.               | Principal                             | 8′  |
| 3.               | Hohlflöte (ab c, darunter mit Nr. 5)0 | 8′  |
| 4.               | Gambe                                 | 8′  |
| 5.               | Gedackt                               | 8′  |
| 6.               | Octave                                | 4′  |
| 7.               | Mixtur III                            | 2′  |

| II Oberwerk C–f3 |                                             |    |
| 8.               | Geigenprincipal (ab c, darunter mit Nr. 9)0 | 8′ |
| 9.               | Lieblich Gedackt                            | 8′ |
| 10.              | Traversflöte                                | 4′ |
| 11.              | Rohrflöte                                   | 4′ |

| Pedal C–d1 |               |     |
| 12.        | Subbass       | 16′ |
| 13.        | Octavbaß      | 8′  |
| 14.        | Violonbass    | 8′  |
| 15.        | Posaunenbass0 | 16′ |

- Koppel: I/P (derzeit jedoch ohne Nr. 7)
- Anmerkungen:

1. ↑  Pfeifenbestand von Franz Eggert (19. Jh.).
2. ↑  Ursprünglich leere Reserveschleife, Pfeifenbestand größtenteils von Heinrich Schaper (1850).
3. ↑  Ursprünglich Flauto traverso 8′, gemischter Pfeifenbestand (Mitte 19. Jh.).
4. ↑  Ursprünglich leere Reserveschleife, Pfeifenbestand größtenteils von Giesecke (ca. 1850).

### Kultur
- Im Dorf gibt es eine Freiwillige Feuerwehr mit einem angeschlossenen Musikzug, der auch überregional bekannt ist.[10]
- 1871 – nach dem Deutsch-Französischen Krieg – baute der Tischler Adolf Hilke in Lutterhausen in der Werkstatt seines Vaters ein Hümmelke (eine Art von Griffbrettzither). Im Solling gab es schon eine ältere – aber vereinzelte – Tradition des Spiels auf der Hummel, so z. B. in Eschershausen seit ca. 1815. Die Hümmelkes aus dem Solling haben das besondere Charakteristikum, dass viele Schalllöcher auf der zum Auditorium gerichteten Instrumentenseite angeordnet sind.[11] Das originale Instrument Hilkes befindet sich seit 1920 im Heimatmuseum von Northeim. 2003 wurde es von Wilfried Ulrich restauriert, auch wurden Tonaufnahmen davon gemacht.[12]